# Star Force
Star Force (スターフォース Sutā Fōsu?), utgivet i Nordamerika av Video Ware i arkadhallarna som Mega Force) är ett shoot 'em up-spel från Tehkan. Spelet debuterade som arkadspel 1984.

### Fotnoter
1. 1 2 3  ”Star Force”. NES DB. 28 februari 1985. Arkiverad från originalet den 26 april 2014. https://web.archive.org/web/20140426201426/http://www.nesdb.se/game_more.php?id=1360&rid=1. Läst 26 april 2014.